# 1747 w polityce

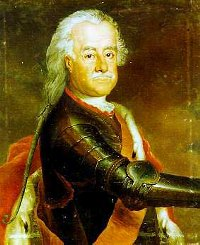
Leopold I, książę Anhalt-Dessau

Wydarzenia polityczne w 1747 roku.

## Zmarli
- 7 kwietnia Leopold I, książę Anhalt-Dessau, pruski dowódca wojskowy, znany jako reformator musztry[1].